# General (1927.)
General (eng. The General) je američka crno-bijela nijema komedija iz 1927. koju je režirao Buster Keaton, koji je ujedno i glavni glumac u filmu o potjeri dvaju vlakova za vrijeme Američkog građanskog rata. "General" se smatra jednim od velikih klasika kinematografije.

## Filmska ekipa
Režija: Buster Keaton, Clyde Bruckman
Glume: Buster Keaton (Johnny Gray), Marion Mack (Annabelle Lee), Charles Henry Smith (Annabellin otac), Glen Cavender (Kapetan Anderson) i dr.

## Radnja
19. stoljeće. Američki građanski rat bjesni a svi se muškarci dobrovoljno javljaju kako bi se prijavili vojsci i pridružili borbi. Kako bi zadivio svoju djevojku Annabelle Lee i njenog oca, mladi Johnny Gray, vozač lokomotive se također odluči prijaviti. No biva odbijen od odbora jer je za državu puno važniji kao vozač lokomotive a Annabelle mu ne vjeruje nego pomisli da je kukavica koja je sve to izmislila kako se ne bi prijavila u vojsku. Jednog dana špijun Unionista otme Johnnyjev omiljeni vlak “General” u kojem se ujedno našla i Annabelle. Kako bi ih spasio, Johnny krene za njima u potjeru s drugim vlakom, "Texasom", naoružan samo s jednim topom. Unionisti pak bježe jer ne znaju da je Johnny jedini u vlaku tko ih progoni, nego misle da se s njim nalazi cijela vojska. To shvate tek nakon što su uzaludno bježali kilometrima od njega, na što se ovaj sakrije u šumu. Tamo prečuje za tajni plan o predstojećem napadu Unionista. Johnny oslobodi Annabelle te s njom pobjegne u vlaku. Unioinisti ih počnu slijediti s drugim vlakom. Ipak, izgube a Johnny čak i uspije uhvatiti jednog generala kao taoca, za što dobiva priznanja.

## Zanimljivosti
- Buster Keaton je uvijek izjavljivao da mu je ovo najdraži film kojeg je ikada snimio.
- Film se labavo zasniva na stvarnom događaju.
- Scena u kojoj vlak propadne s mostom u završnici je bio najskuplji ikada kadar u eri nijemog filma.

## Kritike
Skoro svi kritičari su hvalili "Generala". Roger Ebert u svojoj je recenziji napisao: "Keatonovi filmovi imaju takvo dostojanstveno savršenstvo, takvu svježinu spjanja priče, likova i epizoda, da se odvijaju poput glazbe" a Tim Dirks: "Maštovito remek-djelo komedije komičara "kamenog lica", Bustera Keatona, "General" je nijemi epski klasik". Steven D. Greydanus je zaključio: "Film počinje s jednostavnim, briljantno suzdržanim konceptom i pretvori ga u angažiranu priču koja vas drži na rubu sjedala zbog svojeg uzbuđenja i nevjerojatno koreografiranih kaskaderskih i vizualnih šala". Bob Bloom je samo utvrdio: "Jedna od najboljih komedija svih vremena. To je Keaton u najboljem izdanju".

## Vanjske poveznice
- General u internetskoj bazi filmova IMDb-a
- Recenzije na Rottentomatoes.com
- Cijeli film na google videu  Arhivirana inačica izvorne stranice od 3. siječnja 2008. (Wayback Machine)